# Camille Flammarion

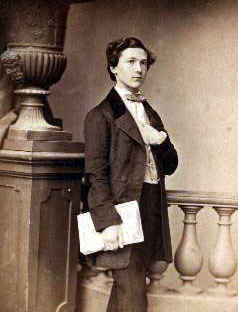
Camille Flammarion als Sechzehnjähriger

Nicolas Camille Flammarion (* 26. Februar 1842 in Montigny-le-Roi, Département Haute-Marne; † 3. Juni 1925 in Juvisy-sur-Orge, Département Essonne) war ein französischer Astronom, Martinist, Autor populärwissenschaftlicher Schriften und phantastischer Romane sowie erster Präsident der von ihm 1887 gegründeten Société astronomique de France (SAF).

## Leben und Wirken

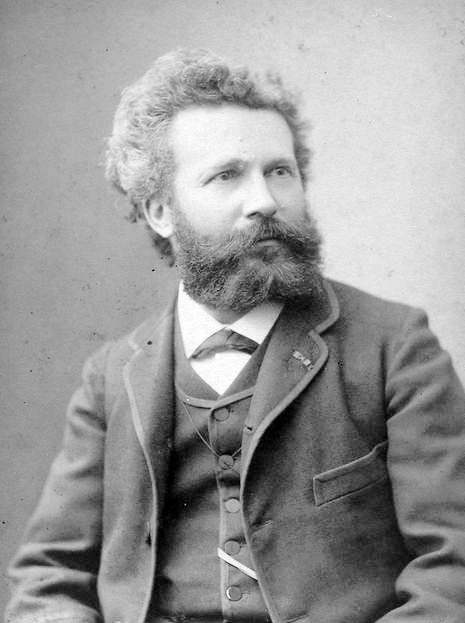
Camille Flammarion fotografiert von Eugène Pirou (1841–1909)

Seine 1912 veröffentlichte Autobiographie schildert ausführlich seine Jugendzeit. Flammarion war bereits in jungen Jahren an der Astronomie interessiert. Bereits im Alter von 16 Jahren schrieb er ein 500 Seiten umfassendes Manuskript mit dem Titel Cosmologie Universelle und wurde Assistent des Astronomen Urbain Leverrier am Pariser Observatorium. Als 19-Jähriger veröffentlichte er 1861 Die Mehrheit der bewohnten Welten. Darin setzte er sich mit der Möglichkeit von Leben auf anderen Himmelskörpern auseinander und vertrat die Auffassung, dass die Erde keine Sonderstellung einnimmt, sondern Leben auch auf den anderen Planeten des Sonnensystems existieren kann. In diesem Zusammenhang beschäftigte er sich auch mit der Sinnfrage des Universums. Flammarion kommt zu folgendem Schluss: Wenn das Universum zufällig entstanden ist – also sinnlos ist –, so ist es groß genug, um an anderer Stelle Leben hervorzubringen. Haben das Universum und das Leben auf der Erde einen Sinn, so wäre es abwegig zu glauben, dass dieses wundersame und vielfältige Universum geschaffen wurde ohne weitere Lebewesen, die dieses wahrnehmen und erforschen sollten. Das Buch wurde in mehrere Sprachen übersetzt.

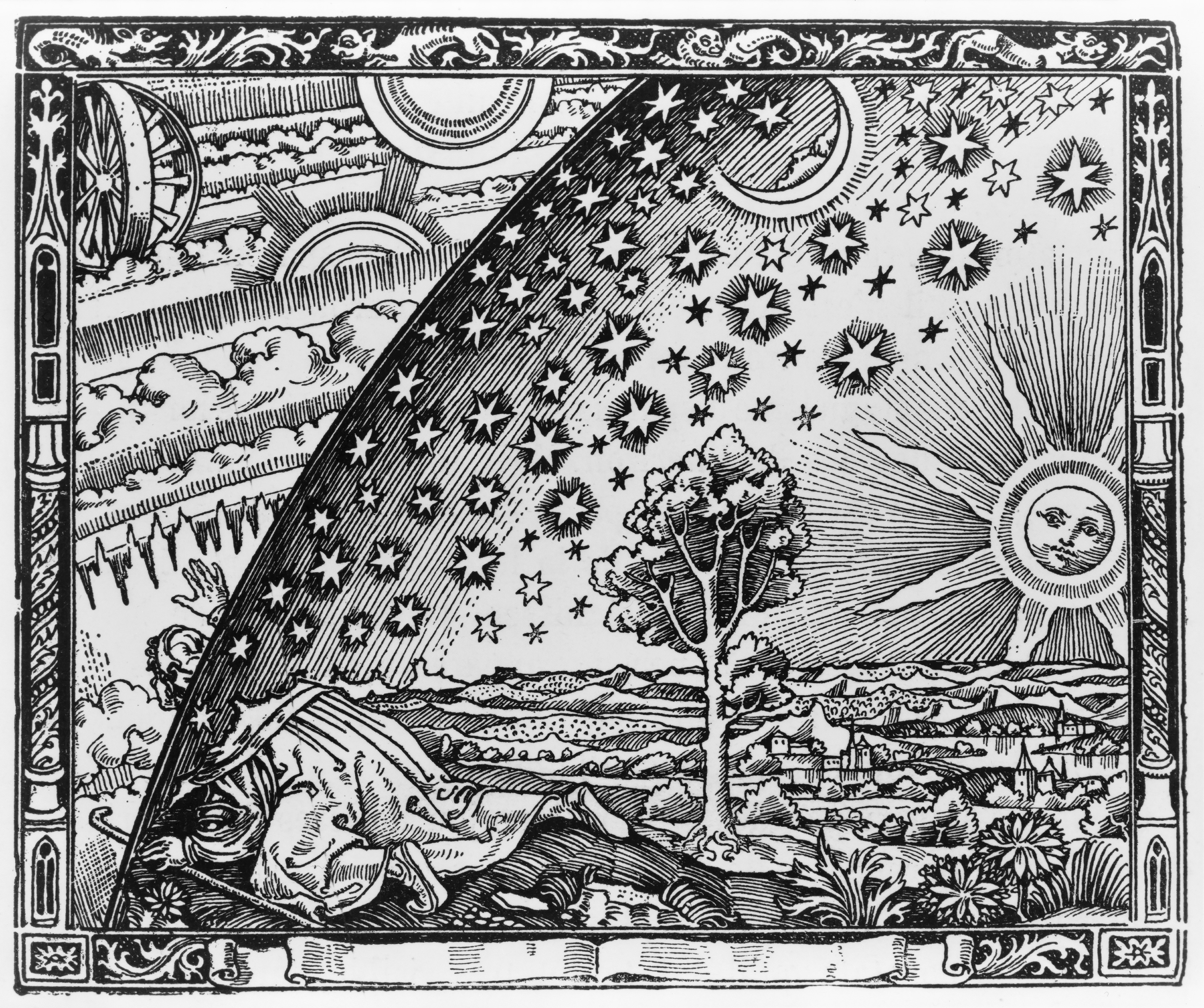
Un missionnaire du moyen âge raconte qu’il avait trouvé le point … – untertitelte Illustration (Flammarions Holzstich genannt) im Kapitel ‘La forme du ciel’ in L’Atmosphère.… (Paris 1888)

Flammarion verlor bald darauf seine Stellung am Observatorium und arbeitete von 1862 bis 1867 für das Institut de Longitudes; 1867 unternahm er neun Luftreisen mit dem Ballon zu wissenschaftlichen Beobachtungen; danach kehrte er zum Observatorium zurück, wo er an einem Projekt zur systematischen Beobachtung von Doppelsternen teilnahm. Das Resultat des Projekts war ein Katalog von 10.000 Doppelsternen, der 1878 veröffentlicht wurde. Darüber hinaus beobachtete Flammarion den Mond und den Mars. 1873 stellte er die These auf, dass die Rotfärbung des Mars auf Vegetation zurückzuführen sei.
1877 stieß er in einem Antiquariat auf eine Ausgabe des Messierkatalogs, die handschriftliche Aufzeichnungen und Anmerkungen von Charles Messier enthielt. Er überarbeitete daraufhin den Katalog und stellte fest, dass das Messierobjekt M102 mit der Galaxie NGC 5866 übereinstimmte. 1921 fügte er M104, bekannt als Sombrerogalaxie, dem Messierkatalog hinzu.
Als Flammarions Holzstich bekannt wurde ein Abbild, das Flammarion in seinem 1888 erschienenen Schriftband L’Atmosphère. Météorologie populaire auf Seite 163 veröffentlichte. Das Bild ist untertitelt: „Ein Missionar des Mittelalters erzählt, dass er den Punkt gefunden habe, wo der Himmel und die Erde sich berühren …“ und zeigt einen auf der Erdscheibe knienden Beobachter, der hinter den Sternenhimmel schaut und das dahinter Befindliche erblickt. Die Abbildung wurde im 20. Jahrhundert sehr populär.
Flammarion veröffentlichte etwa 50 populärwissenschaftliche Werke, darunter 1879 L’astronomie Populaire, von der 100.000 Ausgaben verkauft wurden, sowie La Planète Mars (Band 1 1892, Band 2 1909), in dem er die Existenz der Marskanäle unterstützte, die von einer hochentwickelten Kultur erbaut worden seien, und ermutigte Amateurastronomen zu eigenen Beobachtungen. Daneben schrieb er phantastische Erzählungen, darunter Uranie (1889; dt. Urania) und Stella (1897). In La Fin du Monde (1894) mischen sich wissenschaftliche und phantastische Elemente bei der Beschreibung der Zukunft der Menschheit im 25. Jahrhundert und in 10 Millionen Jahren. Der Roman inspirierte u. a. die Pariser Surrealisten, etwa Max Ernst oder Wolfgang Paalen (siehe Pays interdit (Verbotenes Land), 1936–1937).
Flammarion setzte sich darüber hinaus mit Spiritismus und Parapsychologie auseinander und vertrat die Auffassung, dass die Seele eine unabhängige Existenz vom Körper besitze und Fähigkeiten aufwiese, die der Wissenschaft bislang unbekannt seien. So könne die Seele ihre Wirkung auch über größere Entfernungen entfalten. Er war Mitbegründer und Mitglied der französischen Theosophischen Gesellschaft. 1923 war er Präsident der Society for Psychical Research.
1887 gründete Flammarion die Société Astronomique de France. Er war sehr belesen und trug im Laufe seines Lebens eine umfassende astronomische Bibliothek zusammen, die im Jahr 1910 10.000 Bände umfasste.
Flammarion heiratete nach dem Tod seiner ersten Frau, Sylvie Pétiaux, die Astronomin Gabrielle Renaudot, die nach seinem Tod Generalsekretärin der Société Astronomique de France wurde.
Camille Flammarion war der Bruder von Ernest Flammarion (1846–1936), dem Begründer des Pariser Verlags Flammarion, und der Großvater des Radiopioniers Léon Deloy.

## Ehrungen
1922 wurde er wegen seines Lebenswerkes in die Ehrenlegion aufgenommen.
Ihm zu Ehren wurden der 74 km große Mondkrater Flammarion, der Marskrater Flammarion sowie der Asteroid (1021) Flammario benannt.

## Werke
- Autobiographie: Mémoires biographiques et philosophiques d’un astronome, Paris 1912. Gallica

Flammarions Bücher wurden teilweise ins Deutsche übersetzt und veröffentlicht, darunter:
- Die Mehrheit bewohnter Welten. Woldemar Türk, Dresden 1864 (übersetzt von Hugo Schramm)
- Die Mehrheit bewohnter Welten. Verlagsbuchhandlung J.J. Weber, Leipzig 1865
- Unbekannte Naturkräfte. J. Hoffmann, Stuttgart 1906 (1. Aufl.), übersetzt von Gustav Meyrink
- Himmels-Kunde für das Volk. Verlag von Zahn, Neuenburg 1908
- Rätsel des Seelenlebens. J. Hoffmann, Stuttgart 1909 (1. Aufl.), übersetzt von Gustav Meyrink
- Gott in der Natur. Hendel, Halle 1920
- Spaziergänge in der Sternenwelt. G. Westermann, Braunschweig 1922
- Komet und Erde – Eine astronomische Erzählung. Philipp Reclam, Leipzig 1910
- Die Mehrheit bewohnter Welten, eine Studie in der die Bedingungen der Bewohnbarkeit der Himmelskörper vom Gesichtspunkte der Astronomie und der Physiologie aus entwickelt und besprochen werden. Dieter von Reeken, Lüneburg 2004, ISBN 3-8334-0882-0.
- Lumen. Nachdr. der 1900 erschienenen dt. Erstausgabe, Dieter von Reeken, Lüneburg 2007, ISBN 978-3-940679-04-8.